# Winglet

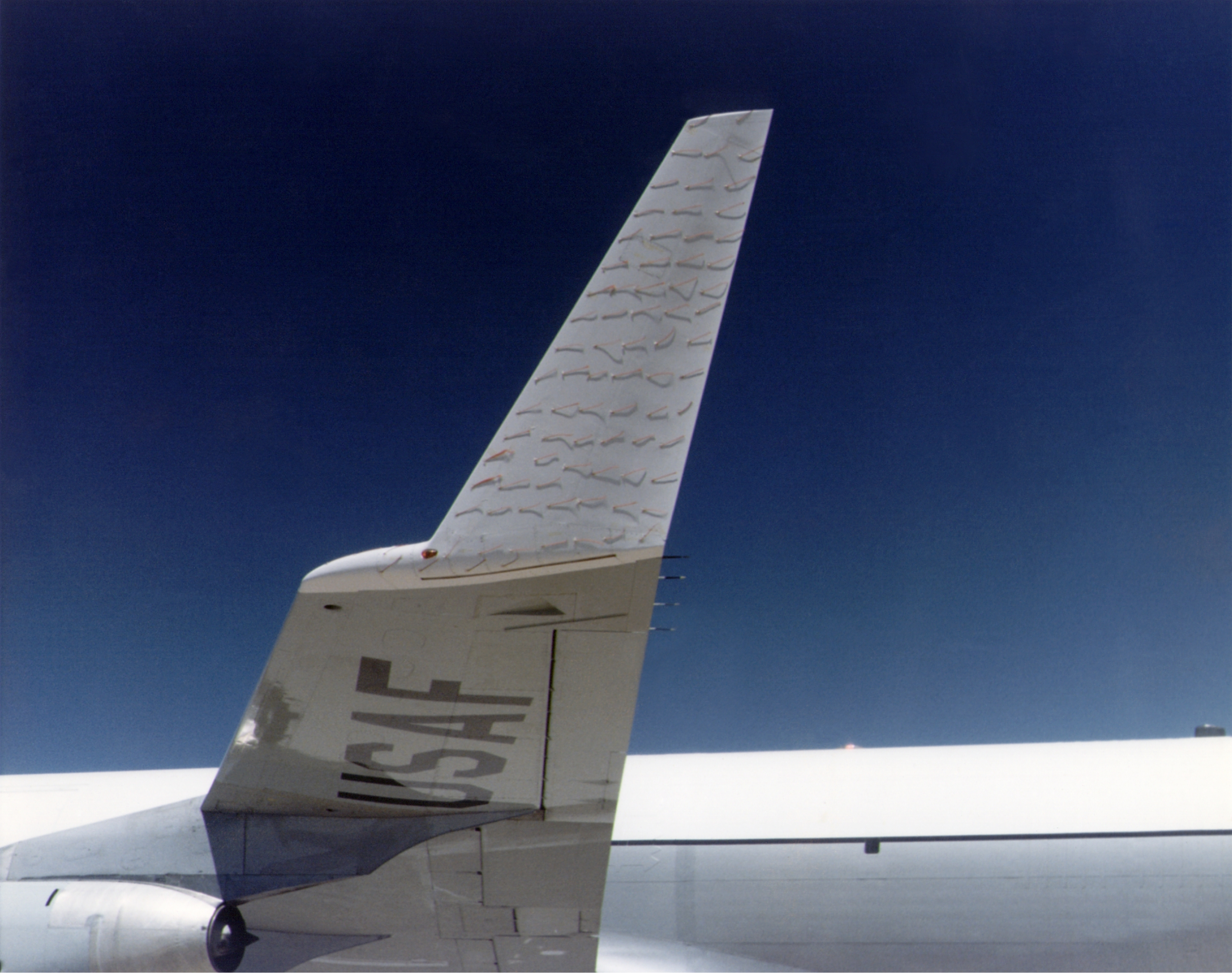
Winglet letounu Boeing KC-135 Stratotanker

Winglety letounu Learjet 60

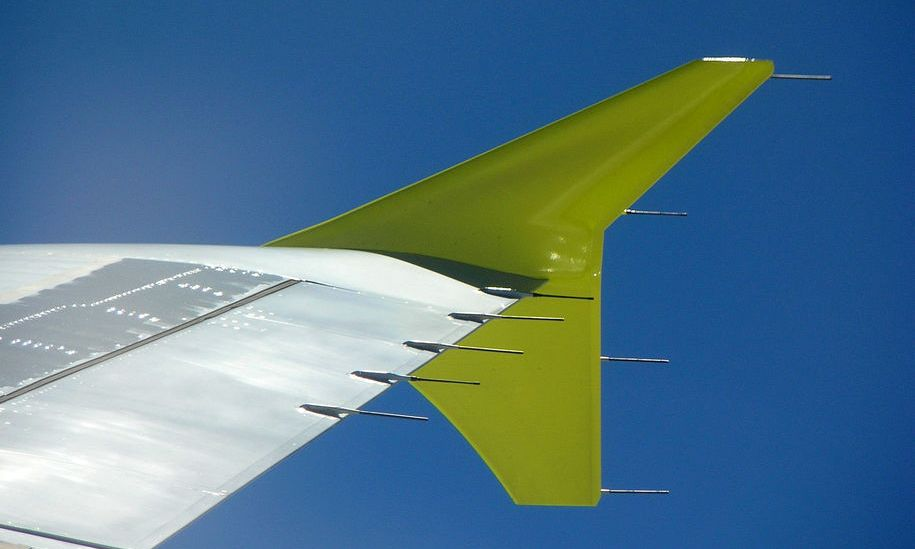
Sharklet letounu Airbus A319

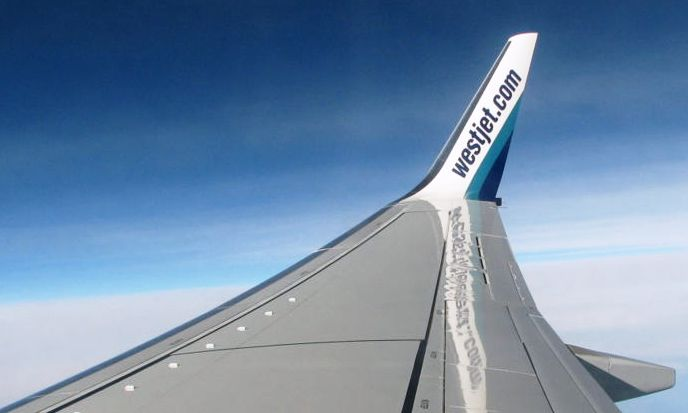
Reklama na wingletu dopravní společnosti WestJet

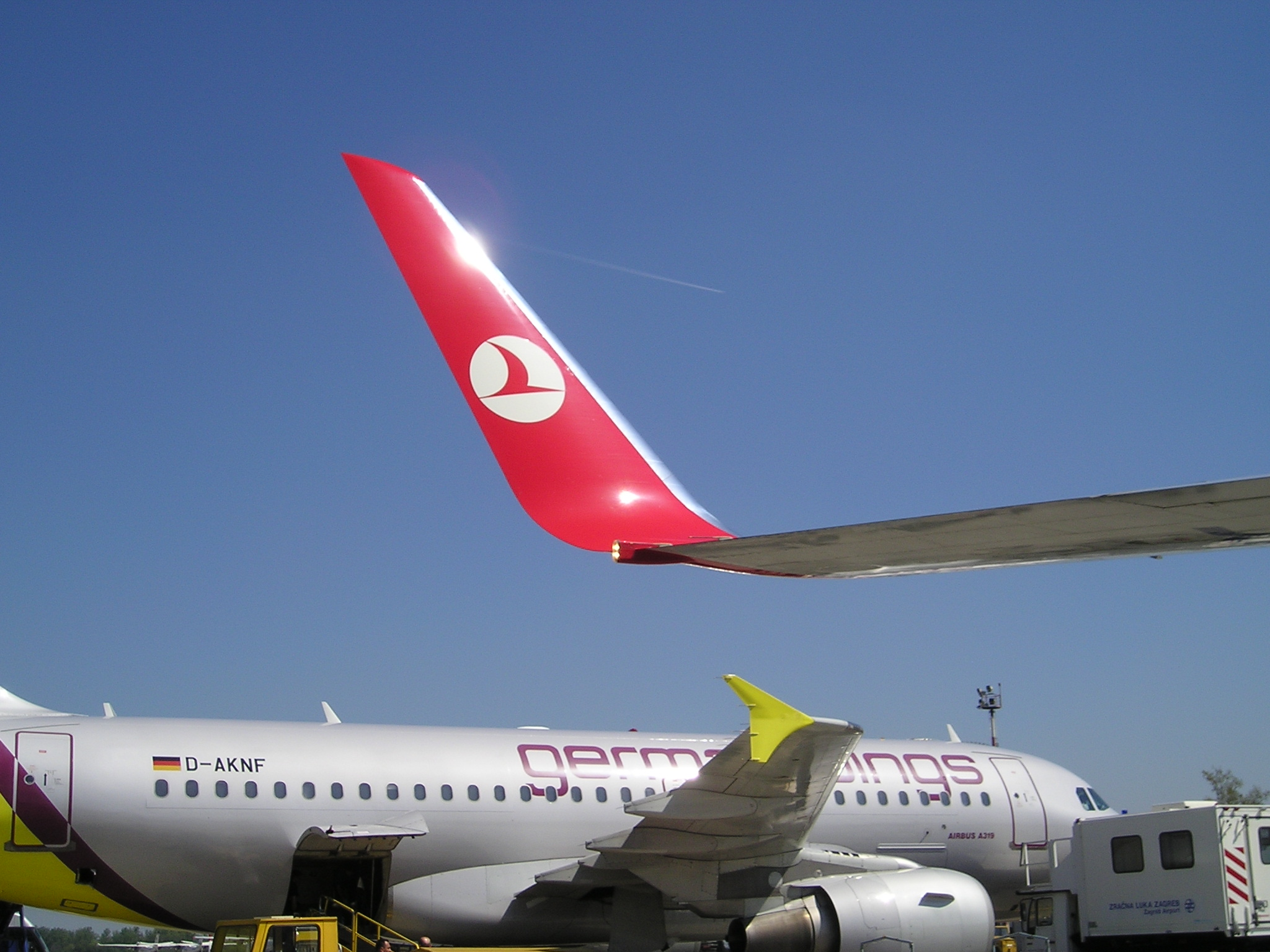
Winglet (v popředí na letounu Boeing 737 turecké společnosti Turkish Airlines) versus sharklet (v pozadí na letounu Airbus A319 německé společnosti Germanwings)

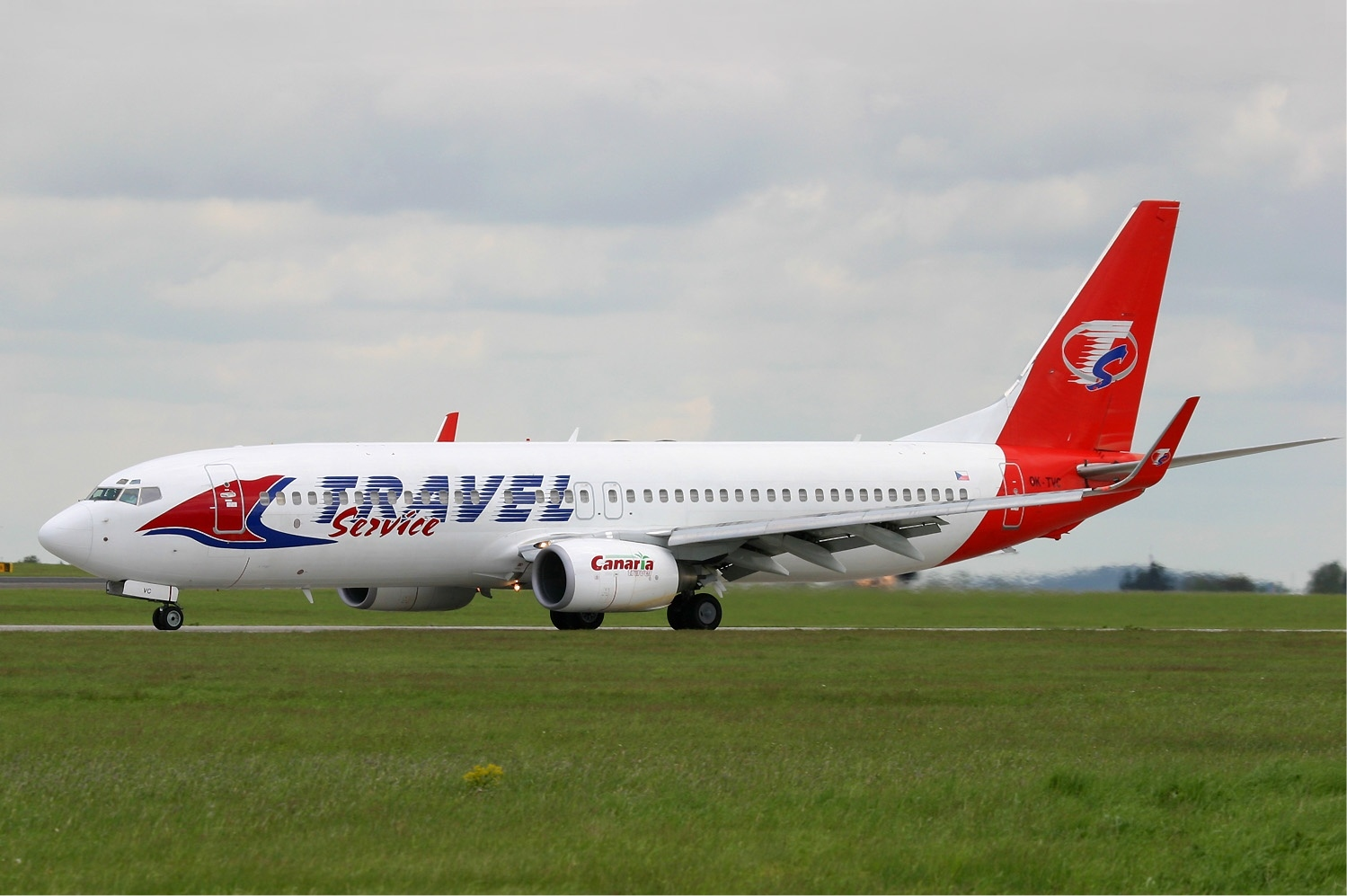
Boeing 737-800 společnosti Travel Service se svými winglety

Winglet je malá pomocná plocha různého tvaru na konci nosného křídla letadla. Usměrňuje vzdušné víry, které působí na konce křídel, čehož důsledkem je snížený odpor během letu, v návaznosti na to snížená spotřeba paliva a tedy větší dolet. Winglety mohou mít také vliv na vlastnosti letadla během vzletu, zlepšit ovladatelnost a snížit hlučnost stroje.
Instalací wingletů se zvýší rozpětí křídel a hmotnost, proto je nutné vyztužit i konstrukci křídla.
Winglety jsou používány celou řadou aerolinek a logistických společností (např. DHL, FedEx, UPS) a používají je na svých letadlech i piloti během závodů Red Bull Air Race. Aerolinky na ně nezřídka umísťují svá loga či odkaz na své internetové stránky.

## Historie
Snahy o vylepšení aerodynamického profilu křídla existují již od počátků letectví. Winglety v moderní podobě vyvinula NASA v roce 1970.
Malá firma Aviation Partners založená roku 1991 a sídlící na letišti King County International Airport v Seattlu původní koncept wingletů NASA vylepšila. V roce 1999 podepsala partnerství s firmou Boeing. Později se rýsovala spolupráce i s firmou Airbus, ale v roce 2012 na ni podala žalobu za porušení patentových práv. Airbus na svých letadlech používá také winglety, které nazývá sharklety.